# Megophyra simplicipes
Megophyra simplicipes är en tvåvingeart som beskrevs av Fritz Isidore van Emden 1965. Megophyra simplicipes ingår i släktet Megophyra och familjen husflugor.
Artens utbredningsområde är Myanmar. Inga underarter finns listade i Catalogue of Life.